# ファーラ・ノヴァレーゼ
ファーラ・ノヴァレーゼ（伊: Fara Novarese）は、イタリア共和国ピエモンテ州ノヴァーラ県にある、人口約2,000人の基礎自治体（コムーネ）。

## 地理

### 位置・広がり
| 隣接するコムーネは以下の通り。 - バレンゴ - ブリオーナ - カルピニャーノ・セージア - カヴァーリオ・ダゴーニャ - シッツァーノ |